# Cosimo Di Palma
Cosimo Di Palma (Campi Salentina, 18 luglio 1915 – Cielo del Mar Adriatico, 14 maggio 1944) è stato un aviatore e ufficiale italiano, che combatté durante la seconda guerra mondiale come capitano pilota della Regia Aeronautica, venendo decorato con la medaglia d'oro al valore militare alla memoria.

## Biografia
Nacque a Campi Salentina (provincia di Lecce) il 18 luglio 1915, dopo aver conseguito la maturità classica si iscrisse alla facoltà di Lettere dell'Università di Torino, dove si appassionò al mondo dell'aviazione. Nel giugno 1935 iniziò a frequentare la Scuola di pilotaggio per ufficiali di complemento della Regia Aeronautica, al termine della quale, con il grado di sottotenente partì per l'Africa Orientale Italiana dove rimane fino al febbraio 1940. Durante le operazioni di controguerriglia ottenne il passaggio in servizio permanente effettivo per meriti straordinari, due encomi solenni, una Medaglia di bronzo al valor militare, e la promozione a tenente per merito di guerra. 
Rientrato in Patria, dopo l'entrata in guerra dell'Italia, il 10 giugno 1940, combatte durante la Battaglia delle Alpi Occidentali e nella Campagna di Grecia, dove rimase gravemente ferito all'addome da una scheggia di proiettile contraereo. Ritornato in servizio attivo nel febbraio 1941, nel giugno dell'anno successivo fu promosso capitano per meriti di guerra. 

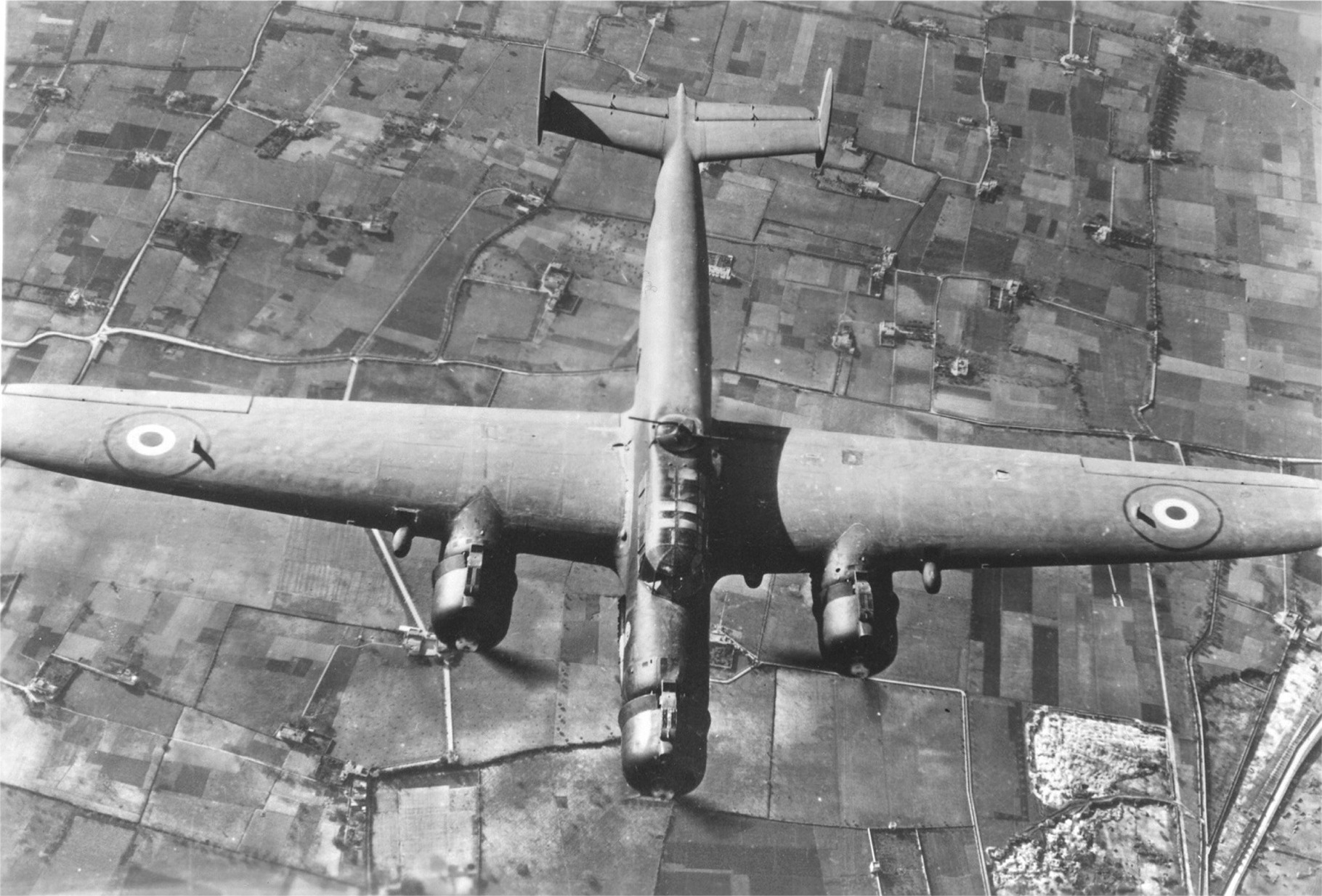
Un CANT Z.1007 dell'Italian Co-Belligerent Air Force ripreso in volo.

Subito dopo l'armistizio dell'8 settembre 1943 raggiunse l'Italia meridionale   e dal 18 febbraio 1944 assunse il comando della 19ª Squadriglia,  88º Gruppo Bombardamento e Trasporto della Regia Aeronautica, di stanza sull'aeroporto di Lecce-Galatina, ed equipaggiata con i bombardieri trimotori CANT Z.1007 Alcione. 
Cinque mesi dopo gli fu affidato il comando del Raggruppamento da Bombardamento e Trasporto di Galatina.
Il 14 maggio del 1944, in fase di rientro da una missione di aviorifornimento alle truppe partigiane a Kolašin, nei Balcani, la sua squadriglia fu intercettata in volo da una formazione di circa 20 caccia Messerschmitt Bf 109G della Luftwaffe e al termine del furibondo combattimento risultarono abbattuti cinque bombardieri italiani e altrettanti caccia nemici.
Con l'apparecchio in fiamme, dopo aver ordinato ai membri superstiti dell'equipaggio di lanciarsi con il paracadute, decise di cercare di riportare a terra le salme dei caduti presenti a bordo. Il velivolo, gravemente danneggiato, precipitò in mare causando la sua morte. Per onorarne il coraggio fu decretata la concessione della Medaglia d'oro al valor militare alla memoria.
Nel 1983 l'Aeronautica Militare gli ha intitolato l'aeroporto di Sigonella, sede del 41º Stormo Antisommergibile. A Cosimo Di Palma nel 1952 fu intitolato il Circolo cittadino del suo paese, Campi Salentina, e, fin dalla sua costituzione, avvenuta nel 1958, la sezione dell'Associazione Arma Aeronautica di Lecce. Gli sono state intitolate vie a Campi Salentina (Viale Nino Di Palma), ad Acate e Lecce.

### Annotazioni
1. ↑  Totalizzò in Africa Orientale 420 ore di volo in operazioni di guerra.
2. ↑  La formazione iniziale era composta da 12 bombardieri con la scorta di 5 caccia Aermacchi C.205 Veltro e 3 Reggiane Re.2001.

### Fonti
1. 1 2 3  Ufficio Storico Stato Maggiore dell'Aeronautica 1969, p. 165.
2. 1 2 3  Brotzu, Caso, Cosolo 1973, p. 51.
3. 1 2 3  Brotzu, Caso, Cosolo 1973, p. 52.
4. ↑  Bollettino Ufficiale 1946, disp.5, pag.162.
5. ↑  Registrato alla Corte dei Conti li 27 marzo 1943, registro 18 Aeronautica, foglio 263.
6. ↑  Bollettino Ufficiale 1943, disp.28, pag.1720, registrato alla Corte dei Conti addì 3 gennaio 1946, registro 4 Aeronautica, foglio 76.
7. ↑  Bollettino ufficiale 16 giugno 1944, registrato alla Corte dei Conti li 18 dicembre 1944, registro 1 Aeronautica, foglio 86.
8. ↑  Registrato alla Corte dei Conti addì 29 gennaio 1942, registro 15 Aeronautica, foglio 325.